# Cisco Systems
« Cisco » redirige ici. Pour les autres significations, voir Cisco (homonymie).
Cisco Systems est une entreprise informatique américaine spécialisée, à l’origine, dans le matériel réseau (routeurs et commutateurs ethernet), et depuis 2009 dans les serveurs. Elle s'est depuis largement diversifiée dans les logiciels et notamment la cybersécurité. 
Fondée en 1984 par un couple d’informaticiens, l’entreprise connut une ascension fulgurante en démocratisant notamment les routeurs. Après être devenue l’entreprise la plus chère du monde à la veille de l’explosion de la bulle Internet en 2000 et avoir dû licencier massivement après la crise de 2008, Cisco Systems est aujourd’hui le numéro un mondial de la conception, du développement et de la commercialisation d’équipements réseaux pour internet, constituant la majorité de son activité.
Elle est dirigée par Chuck Robbins (en) depuis juillet 2015. Son prédécesseur, John Chambers, était en fonction depuis 1995 et est président du conseil d'administration depuis novembre 2006.

## Historique

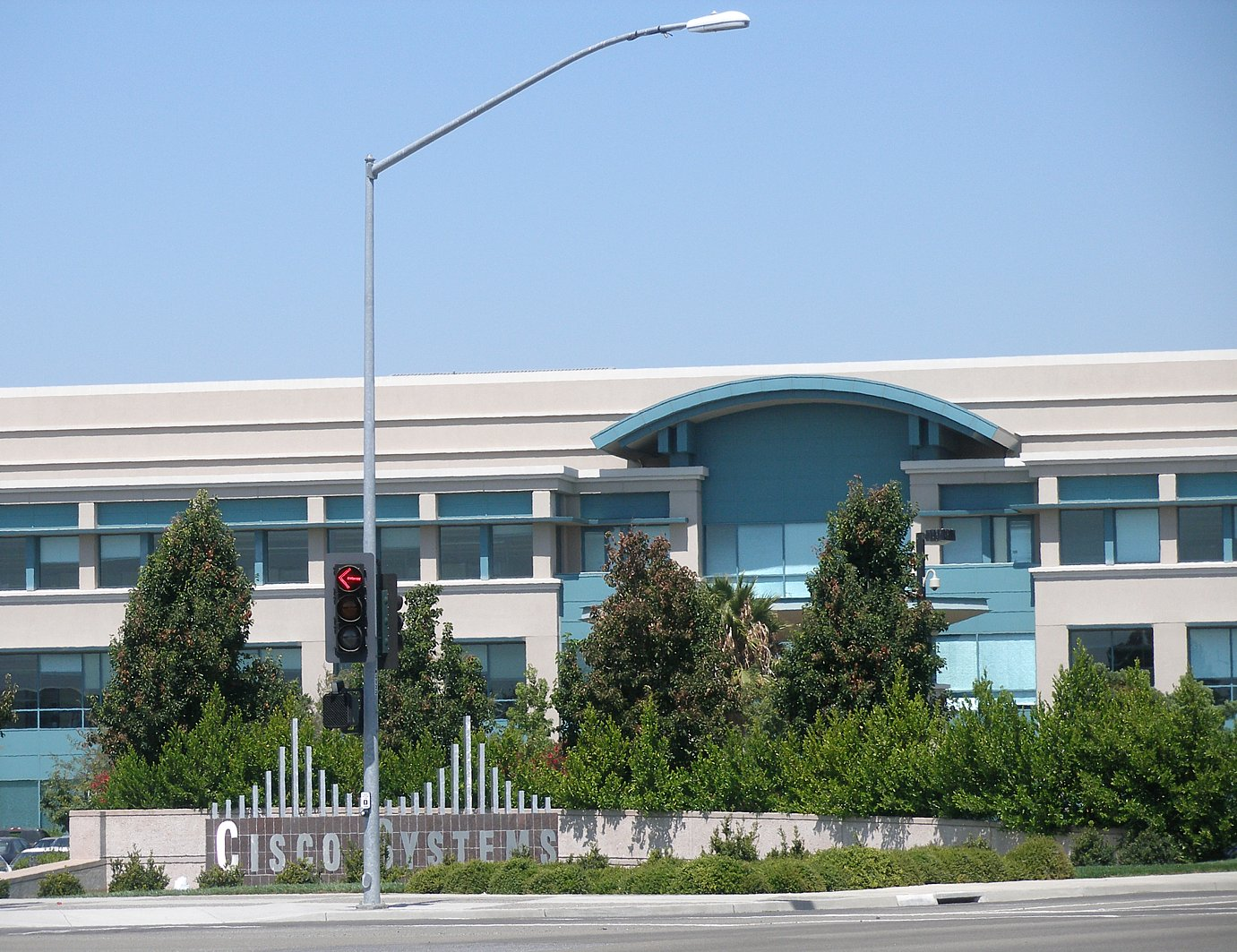
Un des campus de la société à San José en Californie.

### Origines
Cisco Systems a été fondé le 10 décembre 1984 par Sandra Lerner et son mari Leonard Bosack. Lerner était alors directrice des services informatiques de la Stanford University Graduate School of Business, tandis que Bosack était responsable des ordinateurs du département informatique de l’université Stanford.
Le nom « Cisco » est tiré de la ville de San Francisco où l’entreprise a été fondée. Le logo évoque à ce titre un des symboles de la ville, le Golden Gate Bridge, avec ses deux tours et ses haubans.
La première production de Cisco a découlé d’une expérience réalisée à l’université Stanford au début des années 1980, où des étudiants et membres de l’université, dont Bosack, ont réussi à connecter plusieurs ordinateurs entre eux, grâce au matériel disponible à l’université. Cette réalisation, qui constituait alors un des premiers routeurs, fut baptisée « blue box ». Cette boite utilisait alors un logiciel écrit auparavant par William Yeager (en), un ingénieur de recherche de l’université. Grâce à son architecture et à son extensibilité, l'invention de Yeager est devenue un élément essentiel du succès initial de Cisco.
En 1985, Bosack et Kirk Lougheed, un employé de l’université Stanford, cherchèrent à créer un réseau connectant l’ensemble des ordinateurs du campus. Pour cela, ils ont adapté le logiciel écrit par Yeager à une plus large échelle, créant ainsi le réseau Cisco IOS. Néanmoins, Yeager était opposé à vendre la Blue Box, et l’utilisation du logiciel sans l’autorisation de son propriétaire contraindra Bosack et Kougheed à démissionner de l’université Stanford le 11 juillet 1986, cette dernière souhaitant engager des poursuites judiciaires contre eux. En 1987, Stanford a finalement autorisé Cisco à utiliser le logiciel de routage pour connecter deux ordinateurs. Les membres de Cisco étaient alors constitués de Bosack, Lerner, Lougheed, Greg Satz (un programmeur), et Richard Troiano (responsable des ventes). Le premier PDG de l’entreprise fut Bill Graves, arrivé en 1987 et reparti en 1988, où il fut remplacé par John Morgridge (en).
La société entre en bourse (NASDAQ) le 16 février 1990 au prix de 10 cents l'action : la performance décevante de l'action à son introduction conduira à la démission de son directeur général Leonard Bosack et également, par effet domino, à celle de Sandra Lerner.
Bien que Cisco ne fut pas la première entreprise à concevoir et vendre des réseaux de nœuds, c’était une des premières à commercialiser des routeurs fiables supportant plusieurs types de réseaux.
Dans les années 1990, Cisco a répondu à la diffusion de l’Internet Protocol (IP) en commercialisant des modèles comme le routeur Cisco 12000 (en), devenant des incontournables du marché.
Entre 1992 et 1994, Cisco acheta de nombreuses entreprises de commutateurs réseau, comme Kalpana, Grand Junction, et surtout Crescendo Communications, qui ensemble forment Cisco Catalyst.
En 1995,  John Chambers remplace John Morgridge au poste de PDG.

### Années 2000
Cisco Systems devient en mars 2000 à la veille de l’explosion de la bulle Internet l’entreprise la plus chère du monde, avec une capitalisation financière de plus de 500 milliards de dollars. Elle est contrainte en 2001 de provisionner une charge, pour dépréciation d'actifs, de 2,2 milliards de dollars. Elle a régulièrement ensuite accru ses bénéfices de 2002 (1,8 milliard) à 2010 (7,8 milliards). En juillet 2014, avec une valeur de 129 milliards de dollars, il s’agissait encore d’une des entreprises les plus chères.
La spécificité de la gamme des produits Cisco est l’uniformité de son système d’exploitation, l'entreprise privilégiant pour la majorité de ses produits un système d’exploitation propriétaire nommé IOS.
Entré sur le marché de la VoIP en 1999, Cisco Systems est, en 2009, parmi les premiers fournisseurs de solutions sur le marché de la téléphonie sur réseaux IP, incluant l’Internet Protocol (IP) et les systèmes de circuits traditionnels avec six millions de téléphones IP vendus de 1999 à 2005. Le 8 millionième téléphone IP a été livré à la Deutsche Bank en mai 2006.
Les défenseurs du logiciel libre, en particulier la Free Software Foundation, négocient avec Cisco depuis 2003 pour qu'ils arrêtent de contrevenir à la GPL. La GPL oblige les entreprises qui diffusent des logiciels protégés par cette licence à fournir leur code source à leurs clients, ce que ne fait pas l'équipementier. Après 5 ans de négociation et devant le manque de coopération de Cisco, la FSF a porté plainte contre l'entreprise en décembre 2008. En mai 2009, un accord amiable a été trouvé. L'entreprise Cisco s’engage à rendre disponible le code source de ses produits Linksys, mais également à verser une contribution à la FSF.
En 2005, alors que Cisco s'est durablement fait un nom sur le marché des routeurs, John Chambers décide d'investir dans le domaine de la vidéo, en rachetant notamment l'entreprise Scientific Atlanta pour 6,7 milliards de dollars, permettant de lancer des box.

### Depuis 2010

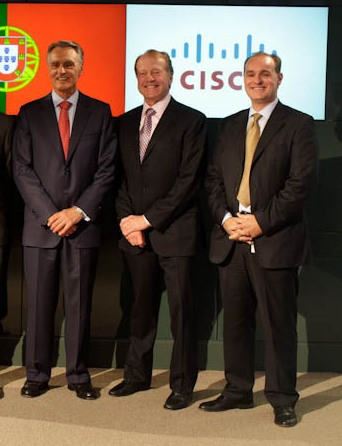
Le président du Portugal Aníbal Cavaco Silva, Le PDG de Cisco John Chambers et Hélder Fragueiro Antunes au cours de la visite présidentielle portugaise 2011 aux États-Unis.

En juillet 2011, la société annonce qu'elle va se séparer de 9 % de ses employés (6 500 personnes) et vise une réduction cumulée de 15 % de son effectif, afin de réduire ses coûts et économiser ainsi 1 milliard de dollars par an. Elle décide également de vendre son usine située à Juárez au Mexique (employant 5 000 personnes) à l'entreprise taïwanaise Foxconn.
En novembre 2012, Cisco annonce le rachat de Meraki pour 1,2 milliard de dollars. La même année, elle rachète NDS qui deviendra Synamedia.
Le 23 juillet 2013, Cisco annonce avoir fait l'acquisition d'une société de cybersécurité, Sourcefire pour un montant de 2,7 milliards de dollars.
Le 15 août 2013, Cisco supprime 4 000 emplois, soit 5 % de ses effectifs. En août 2014, Cisco annonce la suppression de 6 000 emplois et une provision de 700 millions d'euros associés à cette restructuration. Malgré près de 14 000 suppressions d'emplois en 4 ans, les effectifs de Cisco sont passés de 71 000 à 74 000 emplois, grâce à ses acquisitions.
En juin 2015, Cisco acquiert OpenDNS pour 635 millions de dollars pour renforcer ses activités dans la sécurité informatique. En juillet 2015, Technicolor acquiert pour 550 millions d'euros une partie des activités de Cisco dans les équipements audiovisuels domestiques. En octobre 2015, Cisco acquiert pour 452 millions de dollars Lancope, une autre entreprise de sécurité informatique. En novembre 2015, Cisco annonce l'acquisition pour 700 millions de dollars d'Acano, une entreprise londonienne spécialisée dans la vidéo conférence. En février 2016, Cisco acquiert pour 1,4 milliard de dollars Jasper Technologies, une entreprise américaine spécialisée dans l'internet des objets notamment liés à l'automobile et à la médecine. En août 2016, Cisco annonce la suppression de 5 500 postes.
En août 2016, le groupe de hackers The Shadow Brokers dévoile des outils d'espionnages de l'Equation Group, une unité de hackers soupçonné d'être lié à la National Security Agency (NSA). Les outils publiés renferment des ensembles d'implants, exploits et outils pour le piratage des pare-feu, notamment ceux des constructeurs Cisco Systems et Fortinet. Ces derniers ont rapidement mis à disposition des correctifs après avoir annoncé que les fichiers publiés contenaient des vulnérabilités Zero day,.
En janvier 2017, Cisco annonce l'acquisition d'AppDynamics, une start-up spécialisée dans les outils de gestions pour apps, pour 3,7 milliards de dollars. L’entreprise poursuit la suppression de postes entamée l’année précédente avec 1 100 postes visés en mai 2017. En octobre 2017, Cisco annonce l'acquisition de BroadSoft, une entreprise de logiciel pour 1,71 milliard de dollars.
En janvier 2018, Cisco annonce le lancement de Skillset, une plateforme gratuite de formation au numérique. La société a pour ambition de former un million de personnes. En mai 2018, Cisco annonce la vente de sa filiale spécialisée dans les logiciels vidéos, ayant 3 500 salariés, pour un montant estimé à 1 milliard de dollars. En août 2018, Cisco annonce l'acquisition de Duo Security, une entreprise de sécurité informatique, pour 2,35 milliards de dollars.
En juillet 2019, Cisco annonce l'acquisition pour 2,82 milliards de dollars d'Acacia, une entreprise américaine spécialisée dans les équipements de fibre optique. En décembre 2020, Cisco annonce l'acquisition d'IMImobile PLC, spécialisée dans les logiciels de communication, pour 730 millions de dollars.
En septembre 2023, Cisco annonce l'acquisition de Splunk pour 28 milliards de dollars.

## Productions

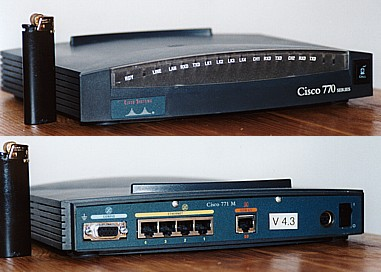
Routeur Cisco 770.

Cisco vend plusieurs produits : voix sur réseau IP, IPTV ; technologies sans fil Wi-Fi ; solutions de sécurité (VPN accessibles grâce au VPN Client) ; Cisco PIX Firewall nouvellement appelé ASA pour Adaptive Security Appliance (après le rachat de « Network Translation Inc »), Cisco IOS routers, Cisco VPN3000 ; solutions de stockage en réseau (SAN) ; Switch ATM, MPLS (gamme Catalyst) ; logiciels (Cisco Unified Communications Manager).
Avec la vidéo sur Internet et IPTV, Cisco estime que, à compter de 2006, les débits des réseaux vont devoir être augmentés de 300 à 500 % par an. C’est cette évolution qui a entraîné le rachat, en 2005, de Scientific Atlanta pour 6,9 milliards de dollars et Kiss Technology par Linksys, sa filiale. Les deux compagnies sont des spécialistes de la convergence réseau/vidéo[réf. souhaitée].
En 2005, Cisco Systems adopte le nouveau standard baptisé IMS (IP Multimedia Subsystem) qui permettra aux opérateurs télécoms de proposer sur des mobiles 3G et 4G, des services fonctionnant auparavant sur les réseaux filaires.

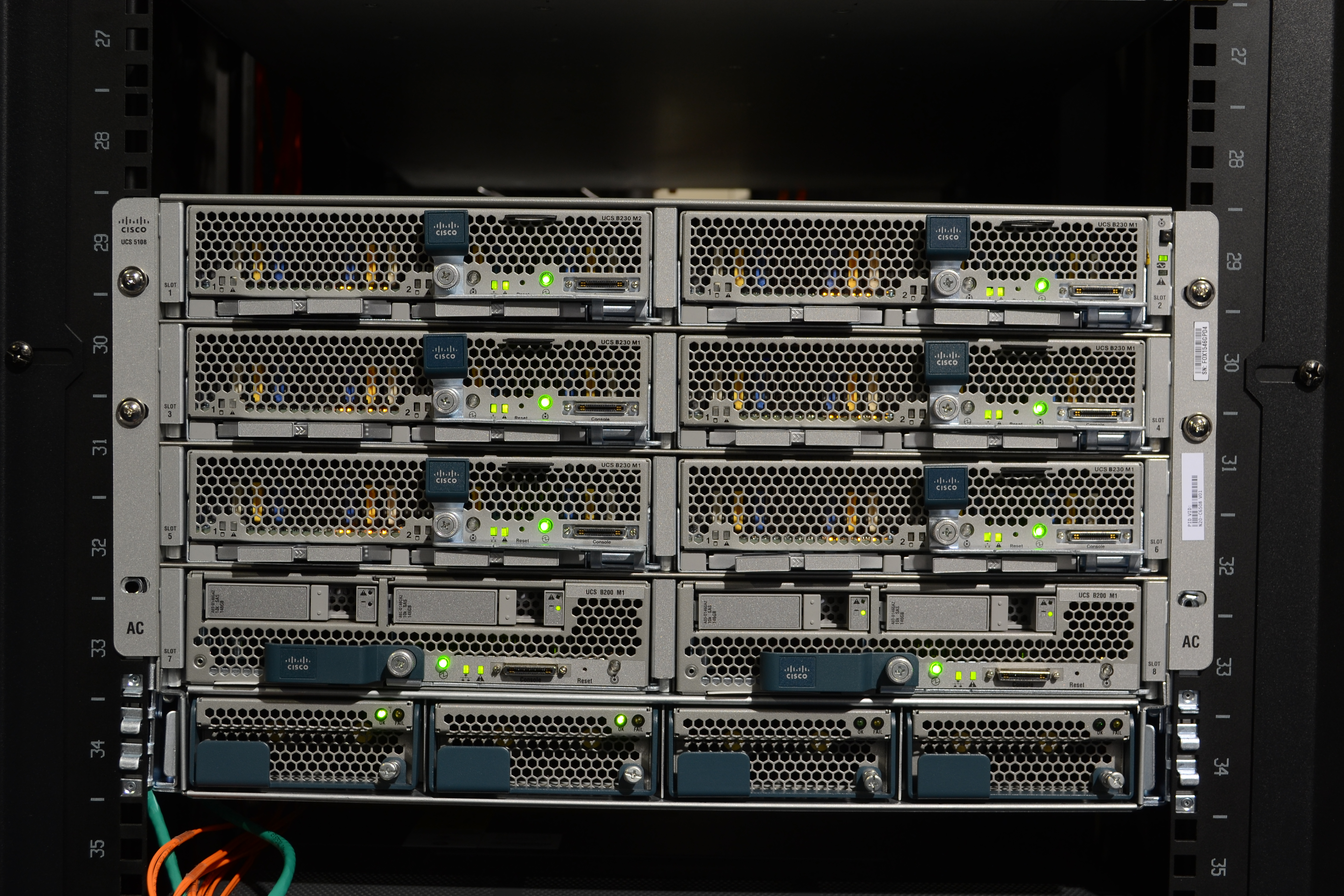
Serveurs blade Cisco UCS.

En 2009, Cisco propose une gamme de serveurs appelés UCS (Unified Computing System).

## Certifications
Cisco a mis en place 10 000 Cisco Networking Academies dans 160 pays qui forment approximativement 420 000 étudiants chaque année aptes à installer et maintenir des réseaux informatiques.
Cisco propose également des certifications pour les professionnels du monde des réseaux. Elles sont classées sous différents niveaux de qualifications :
| Certification Paths | Entry-Level | Associate     | Professional  | Expert                   | Architect |
| ------------------- | ----------- | ------------- | ------------- | ------------------------ | --------- |
| Routing & Switching | CCENT       | CCNA          | CCNP          | CCIE Routing & Switching | .         |
| Design              | CCENT       | CCNA & CCDA   | CCDP          | CCDE                     | CCAr      |
| Network Security    | CCENT       | CCNA Security | CCNP Security | CCIE Security            | .         |
| Service Provider    | CCENT       | CCNA          | CCIP          | CCIE SP / SP OPS         | .         |
| Data Center         |             | CCNA DC       | CCNP DC       | CCIE DC                  | .         |
| Voice               | CCENT       | CCNA voice    | CCVP          | CCIE Voice               | .         |
| Wireless            | CCENT       | CCNA Wireless | CCNP Wireless | CCIE Wireless            | .         |

## Actionnaires
Liste des principaux actionnaires au 28 avril 2022 :
| Actionnaire                          | %      |
| ------------------------------------ | ------ |
| The Vanguard Group                   | 7,74 % |
| Capital Research & Management        | 6,43 % |
| SSgA Funds Management                | 4,48 % |
| BlackRock Fund Advisors              | 2,22 % |
| Wellington Management                | 2,06 % |
| en:Geode Capital Management          | 1,76 % |
| Northern Trust Investments           | 1,33 % |
| Charles Schwab Investment Management | 1,21 % |
| en:Dodge & Cox                       | 1,13 % |
| Managed Account Advisors             | 1,05 % |

## Critiques et controverses

### Plainte des actionnaires
Une plainte collective a été déposée le 20 avril 2001 contre Cisco, qui était accusée d’avoir donné de fausses informations aux actionnaires et acheteurs potentiels d’actions Cisco. L’entreprise, qui niait les faits, a été condamnée à verser aux plaignants 91,15 millions d’euros à l’issue du procès le 18 août 2006[réf. souhaitée].

### Violation de brevets
Le 11 décembre 2008, la Free Software Foundation a lancé une action en justice contre Cisco pour ne pas avoir suivi les modèles de licence GNU et GNU LGPL et ne pas avoir publié le code source de ses productions, comme l’oblige la loi. La 20 mai 2009, l’entreprise a régularisé sa situation en se conformant aux licences de la FSF et en payant des dédommagements à la FSF.
En octobre 2020, Cisco a été condamnée à payer 1,9 milliard de dollars à Centripetal Networks pour le viol de 4 brevets de cybersécurité.

### Censure
Cisco a été accusée d’être un appui technologique à la censure sur internet en Chine. Selon l’auteur Ethan Gutmann (en), Cisco fournissait au gouvernement chinois des équipements de surveillance destinés à bloquer certains sites internet et suivre les activités en Chine. Cisco a réfuté les accusations, arguant qu’il ne vendait pas de services personnalisés pour les gouvernements et que les équipements étaient les mêmes dans chaque pays du monde.
Une action en justice a été menée en mai 2011 par un groupe de membres du Falun Gong, un mouvement spirituel chinois, qui accusait Cisco d’avoir sciemment développé et personnalisé un produit pour aider le gouvernement chinois à poursuivre et maltraiter les pratiquants du Falun Gong. La plainte, déposée en Californie, a été rejetée par le tribunal du district nord de l’état en septembre 2014.

### Matériel compromis par laNSA
En 2014, The Guardian a révélé que la NSA intercepte du matériel Cisco destiné à l'export afin d'implémenter à l'insu du constructeur des logiciels espions et des portes dérobées. Des routeurs, serveurs et autres appareils réseau sont concernés,. Cisco a déclaré qu'il ne participe d'aucune manière à l'affaiblissement de son matériel. Une photo provenant des documents d'Edward Snowden montre un colis Cisco en train d'être ouvert par quatre employés.

## Communication
En mars 2022, Cisco annonce devenir le nouveau partenaire technologique officiel du club de football espagnol du Real Madrid.

### Activité de lobbying

#### Aux États-Unis
Selon le Center for Responsive Politics, les dépenses de lobbying de Cisco Systems aux États-Unis s'élèvent en 2017 à 1 970 000 dollars.

#### Auprès des institutions de l'Union européenne
Cisco Systems est inscrit depuis 2014 au registre de transparence des représentants d'intérêts auprès de la Commission européenne, et déclare en 2017 pour cette activité des dépenses annuelles d'un montant compris entre 1 000 000 et 1 250 000 euros.

#### En France
Pour l'année 2017, Cisco Systems déclare à la Haute Autorité pour la transparence de la vie publique exercer des activités de lobbying en France pour un montant qui n'excède pas 200 000 euros.